# Slavica Semenjuk
Slavica Semenjuk (ur. 25 października 1984 w Belgradzie) – serbska lekkoatletka, tyczkarka.

## Osiągnięcia
- reprezentantka kraju w zawodach Pucharu Europy i innych dużych międzynarodowych imprezach lekkoatletycznych
- wielokrotna rekordzistka i mistrzyni kraju[1][2]

## Rekordy życiowe
- skok o tyczce – 4,23 (2005) były rekord Serbii[3]
- skok o tyczce (hala) – 4,10 (2006) były rekord Serbii